# Андрієвський Іван Іванович
Іван Іванович Андрієвський  (14 жовтня 1900, с. Мала Рибиця, нині Краснопільського району Сумської області — 15 січня 1987, Львів) — ветеринарний лікар, Доктор ветеринарних наук (1955), професор (1958.)

## Біографія
Андрієвський Іван Іванович народився 14 жовтня 1900 року, с. Мала Рибиця, нині Краснопільського району Сумської області в родині священика. Працював учителем, комісаром народної освіти. У 1927 році закінчив Донський ветеринарний інститут в Новочеркаську. Тривалий час працював ветеринарним лікарем-практиком. Більше трьох років очолював експедицію по боротьбі з чумою ВРХ у республіках Закавказзя. За ліквідацію цієї небезпечної хвороби в 1928 р. отримав урядову нагороду — персональну грамоту та іменний золотий годинник.
Андрієвський І. І. — учасник Другої світової війни.
Після війни працював у вищих навчальних закладах Новочеркаська і Львова. Помер 15 січня 1987 року у Львові.

## Трудова діяльність
Після звільнення зі Збройних Сил до 1947 року працював ветеринарним лікарем. З 1947 року до 1949 — перебував на посаді доцента, від 1949 року працював завідувачем кафедри Донського ветеринарного інституту. Там же захистив кандидатську і докторську дисертації.
У 1975—1977 рр. був обраний завідувачем кафедри патанатомії та деканом ветеринарного факультету. За сумісництвом працював науковим співробітником у Новочеркаському медичному інституту мікробіології. З 1961 до 1977 р. завідував кафедрою мікробіології Львівського ветеринарного інституту. Під його керівництвом було захищено вісім кандидатських дисертацій за науковою тематикою — дослідження біологічних властивостей лістерій, еризипелотриксів та мікобактерій туберкульозу

## Наукові дослідження
Професор І. І. Андрієвський займався вивченням біологічних властивостей лістерій, еризипелотриксів та мікобактерій туберкульозу.
Автор близько вісімдесяти наукових робіт, в тому числі:
- Деякі дані стосовно імунітету при інфекційній анемії коней// Рад. ветеринарія. 1939. № 8
- Аборти на основі захворювання коней анемією // Там само. 1940. № 4
- Інфекційний аборт кобил // Коневодство. 1953. № 3
- Патолого-морфологічні зміни і особливості експериментального туберкульозу в антенатальному розвитку // ПТуб. 1957. № 2.

## Досягнення. Відзнаки
Як учасник Другої світової війни отримав державні та бойові нагороди СРСР, а також нагороду Польської Народної Республіки.
- 1955 — Доктор ветеринарних робіт
- 1958 — Професор